# Trump Burger
Trump Burger — це техаська мережа ресторанів швидкого обслуговування у темі Дональда Трампа, який був заснованим Роландом Беайні у місті Беллвілл, у 2020 році. Ще є локації у Бей-Сіті, Флатонії і в агломерації Х'юстона.
В асортименті продукції входять гамбургери, сандвічі, і картопля фрі.
У серпні 2025 року, засновник мережі ресторанів Роланд Беайні, був арестований Міграційною та митною правоохоронною службою США, та був звинувачений у перевищенні дозволеного терміну перебування у США згідно з умовами його візи.